# Episodi de Il commissario Lanz (undicesima stagione)
L'undicesima stagione della serie televisiva Il commissario Lanz è stata trasmessa in prima visione in Svizzera su SRF 1 dal 13 ottobre al 15 dicembre 2020 e in Germania su ZDF. 
In Italia, la serie è trasmessa in prima visione assoluta su Rai 2 dal 9 settembre 2024.
| n° | Titolo originale | Titolo italiano | Prima TV Svizzera | Prima TV Italia   |
| -- | ---------------- | --------------- | ----------------- | ----------------- |
| 1  | Nachtgestalten   | Il dono         | 6 ottobre 2020    | 9 settembre 2024  |
| 2  | Schuld           | La colpa        | 13 ottobre 2020   | 12 settembre 2024 |
| 3  | Goliath          | Golia           | 20 ottobre 2020   | 14 ottobre 2024   |
| 4  | Gesundes Bayern  |                 | 27 ottobre 2020   |                   |
| 5  | Verzockt         |                 | 3 novembre 2020   |                   |
| 6  | Kaltblütig       |                 | 10 novembre 2020  |                   |
| 7  | Wetten, dass..?  |                 | 17 novembre 2020  |                   |
| 8  | Geschwister      |                 | 24 novembre 2020  |                   |
| 9  | Abgehängt        |                 | 1º dicembre 2020  |                   |
| 10 | Heilung          |                 | 8 dicembre 2020   |                   |
| 11 | Portofino        |                 | 15 dicembre 2020  |                   |